# Характер (фильм)
«Характер» (нидерл. Karakter) — художественный фильм совместного производства Нидерландов и Бельгии, снятый режиссёром Майком ван Димом в 1997 году. Экранизация романа-бестселлера Фердинанда Бордевейка. Фильм получил премию «Оскар» в номинации «Лучший фильм на иностранном языке».

## Сюжет
Действие происходит в 1920-е годы в Нидерландах. Древерхавен, судебный пристав, обнаружен мёртвым с ножом в животе. Очевидным подозреваемым является Катадрёффе, молодой амбициозный адвокат, поднявшийся из бедности, несмотря на личные нападки Древерхавена, совершаемые против него. Свидетели видели, как Катадрёффе выходил из офиса Древерхавена в день убийства. Он арестован и на допросе в полицейском участке рассказывает историю своих взаимоотношений с Древерхавеном, который, по сведениям полиции, приходится ему отцом.
Рассказ начинается с момента, когда Йоба, молчаливая мать Катадрёффе, работает домохозяйкой в доме Древерхавена. В это время у них случается секс (которого Йоба не хотела), и в результате беременности она уходит от своего работодателя. На предложения о замужестве она отвечает письмами с отказом.
В детстве и молодости пути сына и отца пересекаются иногда с тяжёлыми последствиями. В этих взаимоотношениях и показан характер обоих персонажей.
Полиция узнаёт, что Катадрёффе вышел из офиса в 17:00, а Древерхавен умер в 23:00. Становится ясно, что Древерхавен на самом деле совершил самоубийство. Согласно его последней воле он передаёт всё своё состояние Катадрёффе, подписывая завещание как «Отец».

## В ролях
- Ян Деклер — Древерхавен
- Федя ван Хейт — Катадрёффе
- Бетти Шюрман — Йоба
- Тамар ван ден Доп — Лорна те Георге
- Виктор Лёв — Де Ганкелар
- Ханс Кестинг — Ян Ман
- Лу Ландре — Рентенстейн
- Бернард Дрог — Стромконинг
- Франс Ворстман — инспектор де Бре

## Награды и номинации
- 1997 — приз «Золотой телёнок» за лучший фильм и кинопремия фирмы Grolsch на Нидерландском кинофестивале, а также три номинации: лучший режиссёр (Майк ван Дием), лучший актер (Ян Деклейр), лучшая актриса (Бетти Шюрман).
- 1997 — премия Жозефа Плато в категории «лучший бельгийский актер» (Ян Деклейр), а также номинация за лучший бельгийский фильм.
- 1997 — премия «Золотая лягушка» фестиваля операторского искусства Camerimage (Рогир Стофферс).
- 1998 — премия «Оскар» за лучший фильм на иностранном языке.
- 1998 — приз «Недели режиссёров» на кинофестивале Фантаспорто (Майк ван Дием).
- 1998 — приз зрительских симпатий на кинофестивале в Палм-Спрингс.
- 1998 — Гран-при и приз лучшему актеру (Ян Деклейр) на Парижском кинофестивале.
- 1999 — номинация на премию «Золотой жук» за лучший зарубежный фильм.

## Отзывы критиков
- Джеймс Берардинелли (reelviews.net): «Несмотря на то, что кино снято спустя три четверти века после того, как остановилось перо Диккенса, в „Характере“ есть что-то от этого замечательного викторианского романиста с примесью Франца Кафки в небольшой дозе»[1].

- Джанет Маслин (Нью-Йорк таймс): «В большом, амбициозном и холодном фильме, который иногда может показать внезапную мощь, борьба между отцом и сыном приводит в итоге к грубому противостоянию, показанному в начале повествования»[2].